# Prototype
Pour les articles homonymes, voir Prototype (homonymie).

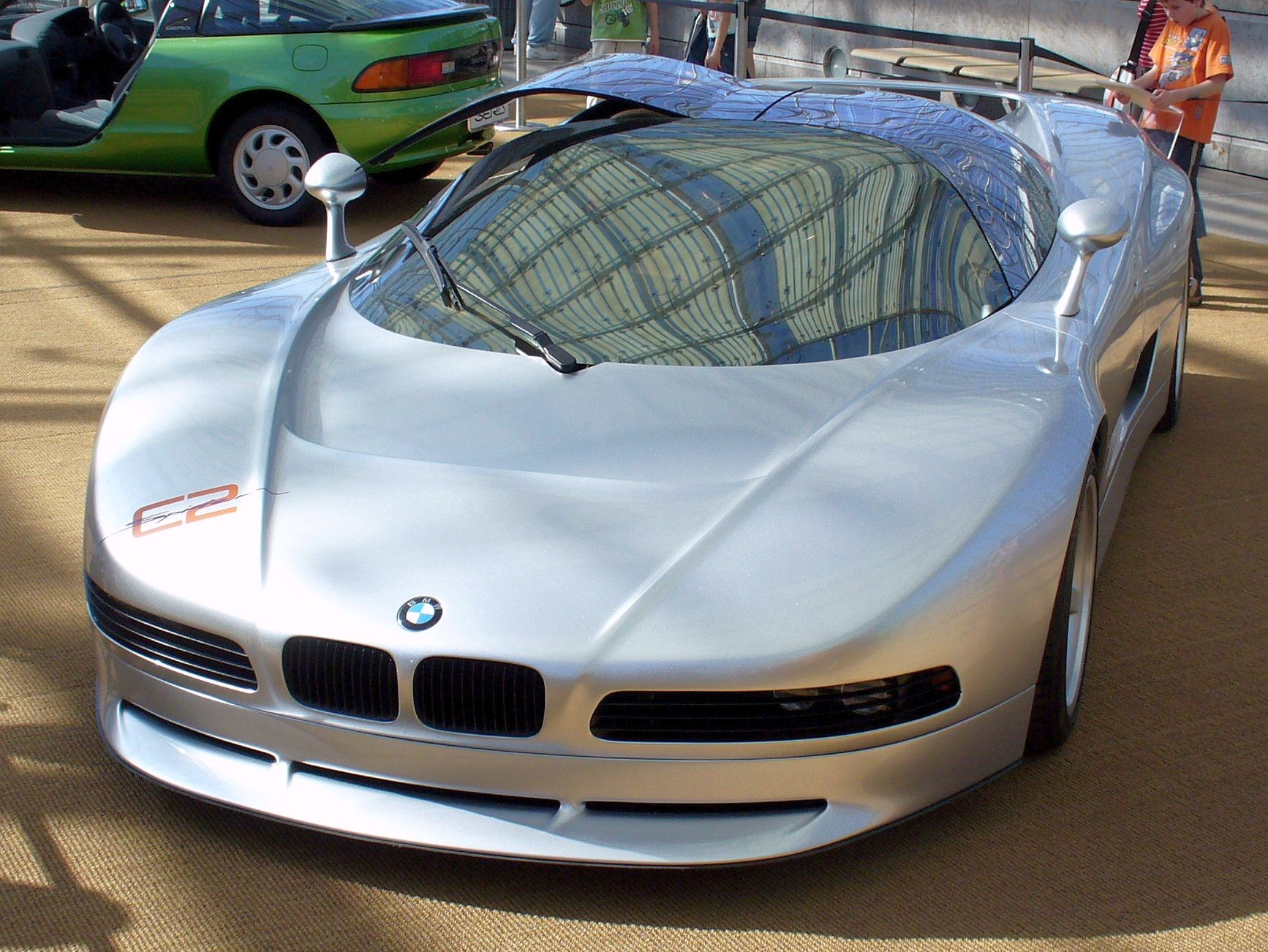
Photographie d'un prototype automobile de la marque BMW : la BMW Nazca C2

Dans le domaine de l'industrie et plus généralement de la recherche et développement (R&D), un prototype est selon la définition de l'OCDE « un modèle original qui possède toutes les qualités techniques et toutes les  caractéristiques  de  fonctionnement  d'un nouveau  produit. (...) »[réf. incomplète], mais il s'agit aussi parfois d'un exemplaire incomplet (et non définitif) de ce que pourra être un produit (éventuellement de type logiciel,, ou de type « service ») ou un objet matériel final. 
Le prototype matérialise une étape d'évolution d'un projet de recherche et développement, souvent pour démontrer ou infirmer le bien-fondé d'un ou plusieurs concept(s) mis en jeu dans un projet de diffusion, avant toute valorisation commerciale.

## Dans le domaine de l'industrie et de l'ingénierie
La réalisation d'un prototype est une des phases de recherche et développement et de la conception d'un produit (ou service).
Un prototype suit une première phase d'études (Concept, illustré par un texte des plans et dessins en général, ou aujourd'hui par un modèle 3D informatique, une maquette numérique...). Il peut être réalisé en un ou plusieurs exemplaires afin de permettre des tests (éventuellement partiels mais cherchant à  être réalistes) pour :
- valider les choix faits lors de la conception de l'ensemble (choix sont faits de préférence avec le concours du donneur d'ordre et/ou des futurs utilisateurs) ;
- échanger ou acquérir de l’expérience sur un concept ou produit matériel ;
- préparer des données ou divers éléments de retour d'expérience utiles pour valider des hypothèses ;
- élaborer de nouvelles formules de produits (par exemple dans le cadre d'une démarche d'amélioration continue) ;
- concevoir  un cadre, des  équipements ou structures nécessaires  pour un procédé nouveau ;
- tester les réactions de futurs utilisateurs ou consommateurs ;
- préparer des spécifications techniques ;
- illustrer des publicités, rédiger  des  instructions ou des manuels d’exploitation ou de montage.

La phase prototype peut éventuellement être précédée d'une phase de modélisation (la maquette ayant parfois une valeur de prototype virtuel). Dans le cas de projets de grande ampleur ou grande taille, cette phase prototype peut être suivie de la construction en vraie grandeur d'un  « démonstrateur », modèle en vraie grandeur et plus robuste, destiné à simuler les contraintes qui seraient encore susceptibles de « tuer l'idée »). Cette phase peut elle-même être suivie d'une fabrication éventuelle d'exemplaires dits de « présérie » ou « pilote » si on ne vise pas de production en série, qui simulent et valident l’intérêt économique de l'idée.
Dans le cas de projets complexes, Certains prototypes ne cherchent qu'à valider une partie critique d'un produit. On peut alors aussi limiter ses fonctionnalités pour en diminuer le coût :
- en ne testant qu'une partie d'un objet ou projet ;
- en changeant les matériaux (par exemple dans le cas où on ne cherche qu'à valider l'esthétique ou l'encombrement) ;
- en dématérialisant le projet ; c'est le cas du prototypage virtuel qui consiste à valider les idées sur des maquettes numériques ;
- en supprimant certaines caractéristiques pour faciliter les études : le prototype à terre d'un réacteur nucléaire de sous-marin est ainsi plus aisément testable.

Une démarche consiste à multiplier les prototypes intermédiaires pour améliorer le processus de conception. Les techniques de prototypage rapide permettent ainsi de concrétiser rapidement des idées, et ainsi de valider la pertinence de certains choix de manière plus efficiente et rapide. Dans cette démarche, certains processus d'usinage tendent à être remplacés par l'appel à l'imprimante 3D.
Selon Djellal & al. (2001), la frontière entre la phase papier, le prototype et la phase pilote sont plus floues ou ambiguës dans le cas des services que dans le cas de la conception d'un objet (artefact), car pour tester un service il faut le tester avec de vrais usagers ou clients « dans le cadre d’un “produit” qui n’est pas statique, mais se définit comme un ensemble d’actes » . voir § 4 et 5 p. 29/39